# Bryce Johnson
Bryce Owen Johnson, född 18 april 1977 i Reno i Nevada, är en amerikansk skådespelare. Bland hans allra första roller märks Josh Ford i The WB-serien Popular, och Cliff i MTV-serien Undressed. Han har därefter medverkat i en del andra produktioner, såsom Dawsons Creek och Gilmore Girls med mera.
Bryce Johnson, som föddes som den mellersta av tre bröder, flyttade som femåring ifrån födelsestaden Reno, till Colorados huvudstad Denver. Han och hans familj flyttade sedan därefter till staden Sioux City i mellanvästsdelstaten Iowa, strax efter att han hade gått ur high school år 1995. Väl där skulle han även komma att ta skådespelarlektioner, vilket han gjorde under en vistelse på college.

## Filmografi (i urval)

### Filmer
- 2003 – Chasing Papi
- 2004 – Bring It On Again
- 2004 – The Skulls III
- 2006 – Sleeping Dogs Lie
- 2008 – Private Valentine: Blonde & Dangerous
- 2011 – God Bless America
- 2013 – Willow Creek
- 2014 – Something, Anything
- 2015 – Visions
- 2015 – Home Sweet Hell
- 2017 – Darkness Rising
- 2023 – Oppenheimer
- 2024 – Terrifier 3

### TV-serier
- 1999 – Undressed (TV-serie)
- 1999–2001 – Popular (TV-serie)
- 2001 – Gilmore Girls (TV-serie)
- 2001 – Dawsons Creek (TV-serie)
- 2005 – Ska du säga! (TV-serie)
- 2005 – House (TV-serie)
- 2005 – Nip/Tuck (TV-serie)
- 2006 – Standoff (TV-serie)
- 2006 – Shark (TV-serie)
- 2007 – Brottskod: Försvunnen (TV-serie)
- 2008 – The Mentalist (TV-serie)
- 2009 – Drop Dead Diva (TV-serie)
- 2009 – CSI: New York (TV-serie)
- 2009 – CSI: Crime Scene Investigation (TV-serie)
- 2010–2013 – NCIS (TV-serie)
- 2010–2016 – Pretty Little Liars (TV-serie)
- 2013 – The Client List (TV-serie)
- 2013 – Anger Management (TV-serie)
- 2013 – Glee (TV-serie)
- 2014 – Supernatural (TV-serie)
- 2014 – Hot in Cleveland (TV-serie)
- 2015 – Major Crimes (TV-serie)
- 2016 – Masters of Sex (TV-serie)
- 2016 – Son of Zorn (TV-serie)
- 2016 – Code Black (TV-serie)
- 2018 – The Good Doctor (TV-serie)
- 2021 – Magnum P.I. (TV-serie)
- 2021 – American Horror Story (TV-serie) (säsongen Double Feature)